# Farkaslyuk
Farkaslyuk is een plaats (község) en gemeente in het Hongaarse comitaat Borsod-Abaúj-Zemplén. Farkaslyuk telt 1981 inwoners (2001).